# Nieuport 12
O Nieuport 12 (ou Nieuport XII em fontes contemporâneas) foi um sesquiplano francês usado como avião de reconhecimento, caça e treinador usado pela França, Rússia, Grã-Bretanha e Estados Unidos durante a Primeira Guerra Mundial até o final da década de 1920.

## Projeto e desenvolvimento
Para melhorar o desempenho do Nieuport 10 foi desenvolvida uma versão re-motorizada como Nieuport 12 com uma asa superior significativamente aumentada. Uma metralhadora Lewis foi instalada no cockpit traseiro para uso do observador, normalmente em um "anel Etévé" (conhecido como o "anel Nieuport" no serviço britânico), embora os primeiros exemplos usassem um suporte de pedestal ou "meio anel". Uma segunda Lewis às vezes era montada para disparar por cima da asa superior. Os Nieuport 12 construídos pela Beardmore usados pelo Royal Flying Corps às vezes eram equipados com um anel Scarff em vez do "anel Nieuport" e uma metralhadora Vickers sincronizada para o piloto. Modificações adicionais foram feitas para aqueles construídos pela Beardmore.
O Nieuport 12 podia ser equipado com um motor Clerget 9B de 100 hp (75 kW) ou 130 hp (97 kW) ou um Le Rhône 9J de 110 hp (82 kW) montado no nariz.

## Variantes

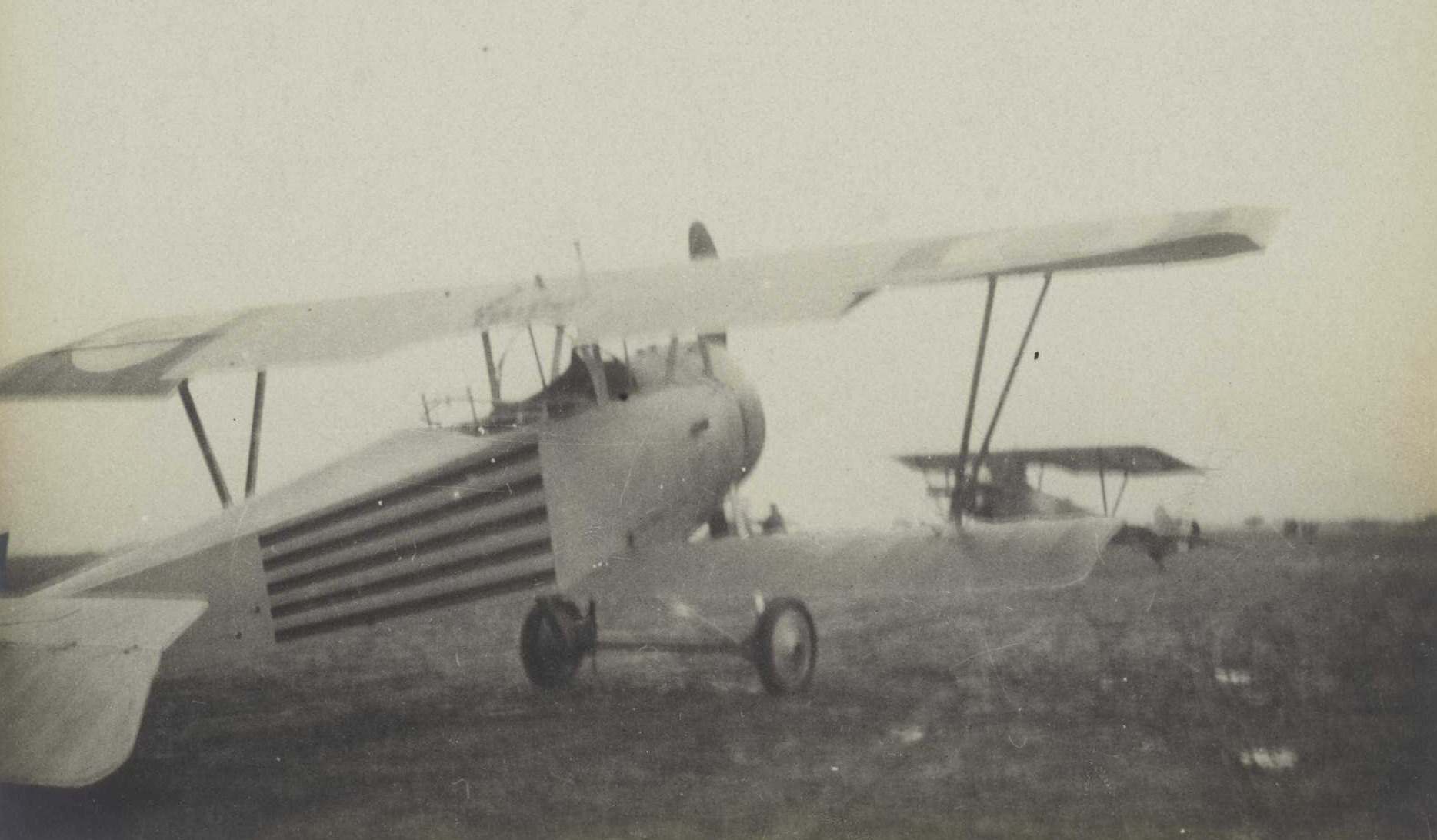
Um Nieuport 12bis da Escadrille N69.

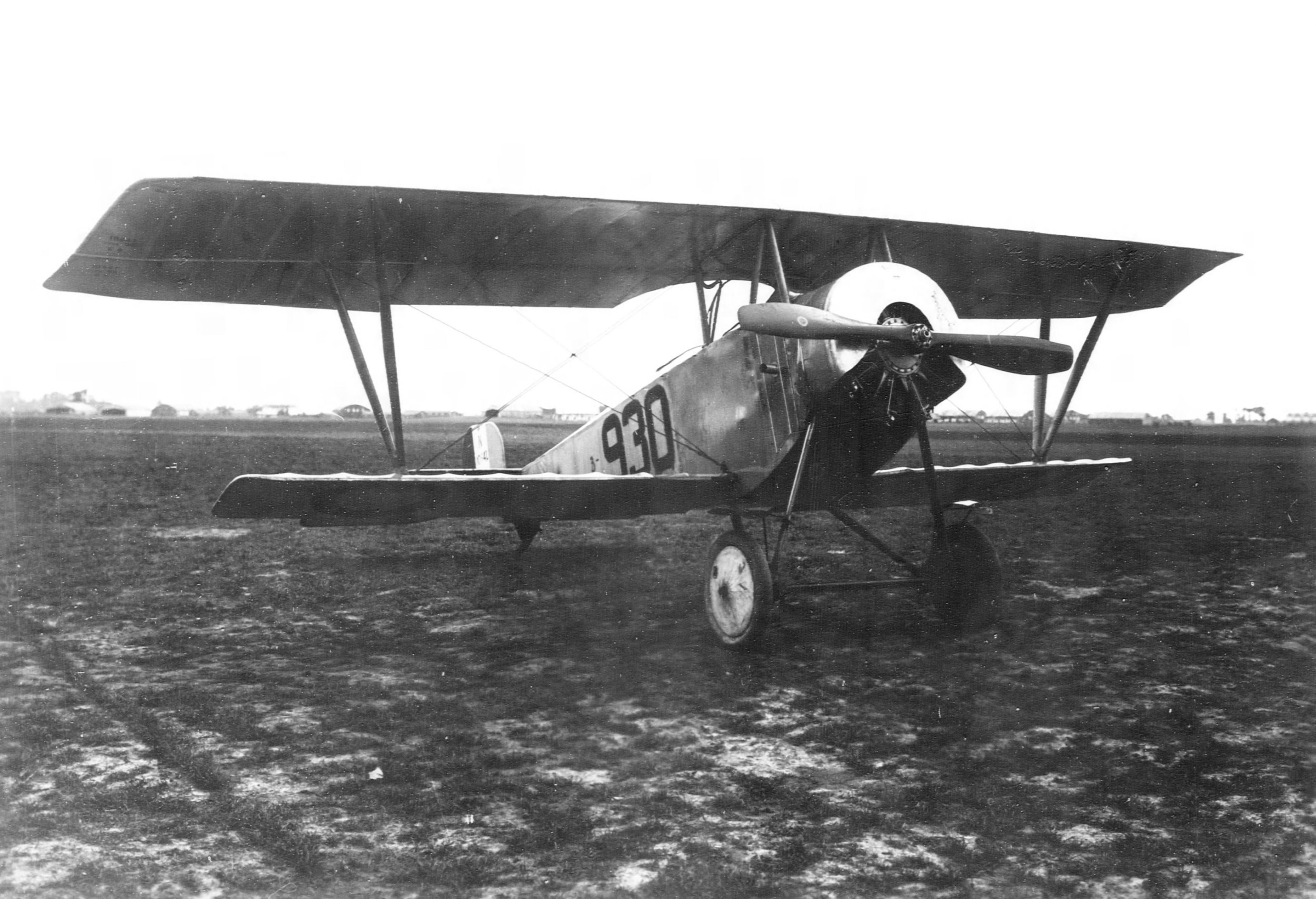
Treinador americano Nieuport 80 E.2.

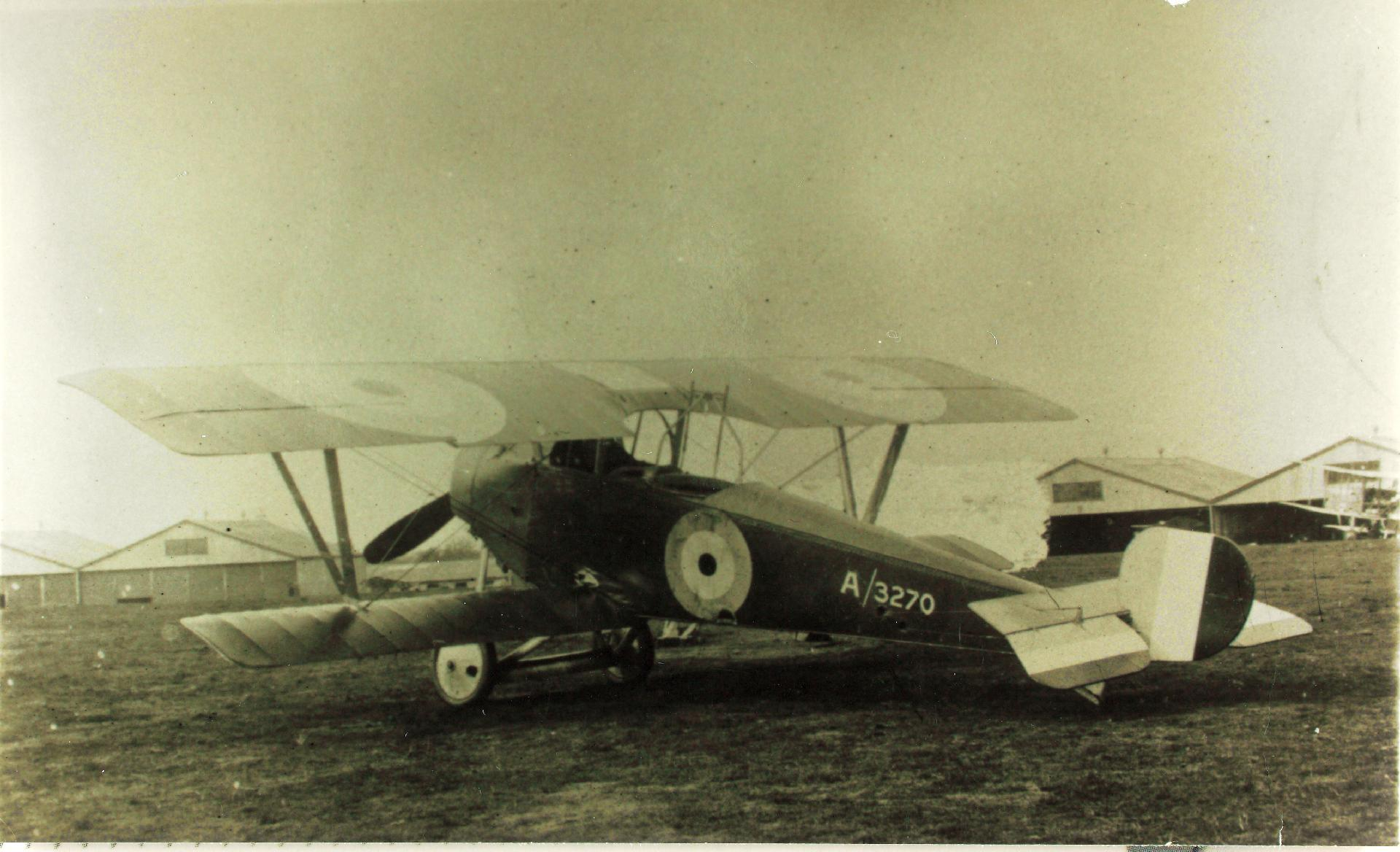
Um Nieuport 12 construido pela Beardmore para o Royal Flying Corps. As listras no profundor são "marca registrada" da Beardmore.

Nieuport 12 A.2
Biplano de caça e reconhecimento de dois lugares, movido por motor 110 hp (82,0 kW) Clerget 9Z. ou 110 hp (82,0 kW) Le Rhône 9J.
Nieuport 12bis C.2
Versão revisada com motor 130 hp (96,9 kW) Clerget 9B e carenagens laterais simplificadas.
Nieuport 13
Dois protótipos com envergadura aumentada, mas mesma área de asa nominal que 12. Um alimentado por um 140 hp (104 kW) Hispano-Suiza 8, e o outro por um { {converter|80|hp|kW|abbr=on}} Le Rhône 9C.
Nieuport 20
Versão desenvolvida por 110 hp (82,0 kW) Le Rhône 9J. Não usado pela França, mas 21 entregues ao Royal Flying Corps. Todos, exceto os primeiros exemplos externamente semelhantes ao 12bis.
Nieuport 23 metros
Designação genérica não oficial para todos os tipos listados aqui com base na área nominal da asa de 23 metros quadrados.
Nieuport 80 E.2 e 81 E.2
Nieuport 12s foram posteriormente construídos em grande número especificamente como aeronaves de treinamento com o anel de canhão removido. 8 na designação referida a 80 hp (59,7 kW) Le Rhône 9C. Estes diferiam em ter controles de vôo apenas para o piloto no banco traseiro (81 E.2), ou piloto e passageiro (80 E.2).
Nieuport 12 (Beardmore)
A Beardmore redesenhou progressivamente o Nieuport 12 durante uma produção de 50 aeronaves, de modo que os primeiros exemplos eram quase de estoque, mas os exemplos de produção tardia diferiam consideravelmente em detalhes. Estes foram equipados com 110 hp (82,0 kW) Clerget 9Z e 130 hp (96,9 kW) Clerget 9B giratórios.
Mitsubishi Army Tipo 甲 1 (Ko 1) Trainador
Designação japonesa para licença construída Nieuport 81 E.2s. 57 construído.
Treinador Tipo 1
Designação siamesa para o Nieuport 80 E.2.
Sipowicz 1
Aeronaves experimentais polonesas usando suportes de elevação semelhantes ao Wright-Bellanca WB-2.

## Operadores
Argentina

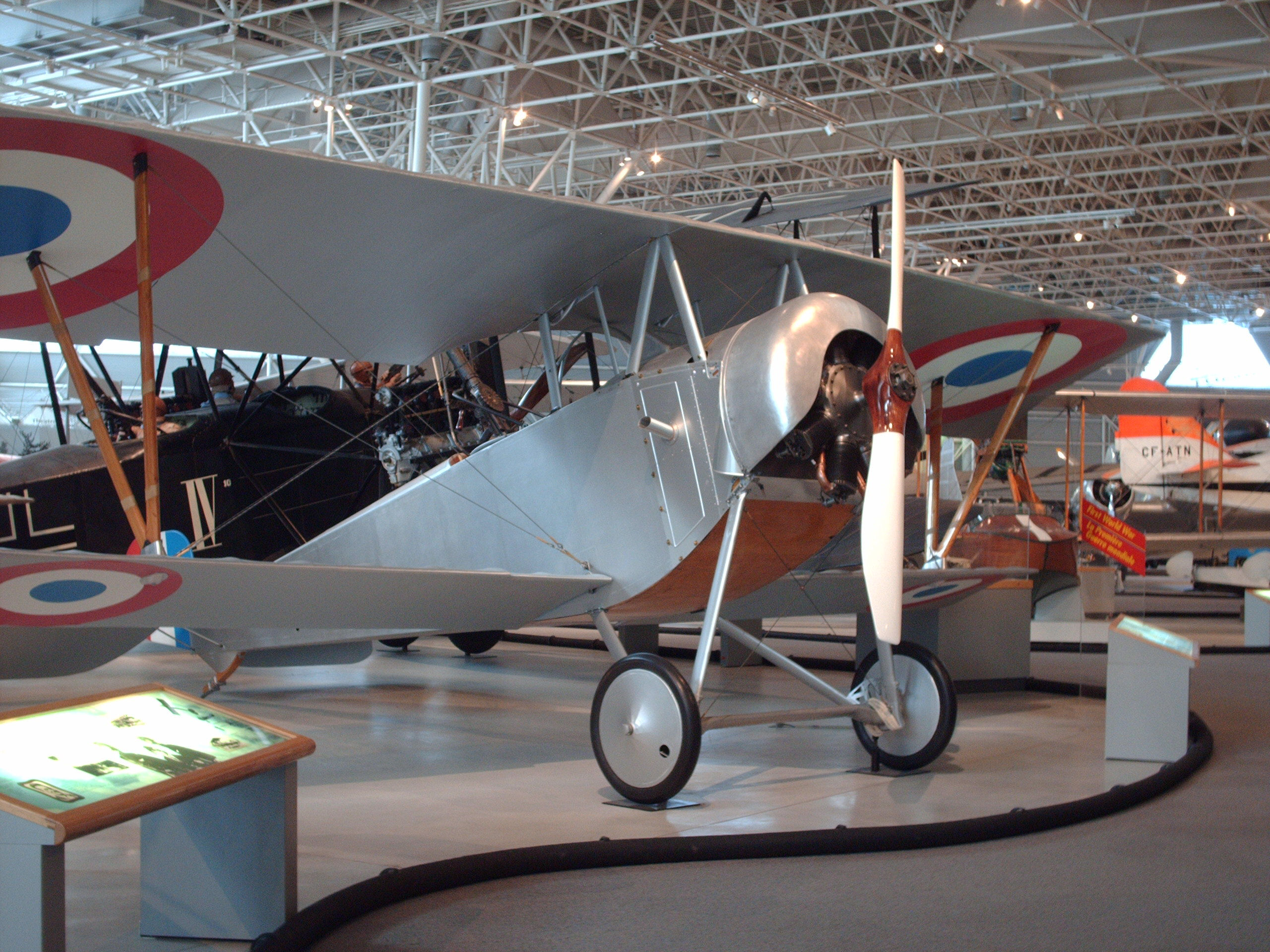
Um Nieuport 12
no "Canada Aviation and Space Museum".

- Aviación Naval Argentina – Um avião em 1919

 Bélgica
- Componente Aérea do Exército Belga

 Chile
- Força Aérea Chilena – Apenas um avião.

 França
- Exército do Ar e Espaço

 Estônia
- Força Aérea da Estônia – Pós-guerra.

 Grécia
- Marinha da Grécia

 Japão
- Serviço Aéreo do Exército Imperial Japonês – recebeu 40 Nieuport 81 E.2 da França em 1919, suplementados com 57 construídos sob licença.[5]

 Polónia
- Força Aérea Polonesa

 Portugal
- Força Aérea Portuguesa

 Romênia
- Força Aérea Romena

 Império Russo
- Serviço Aéreo da Rússia Imperial

 Sérvia
- Força Aérea da Sérvia

 Sião

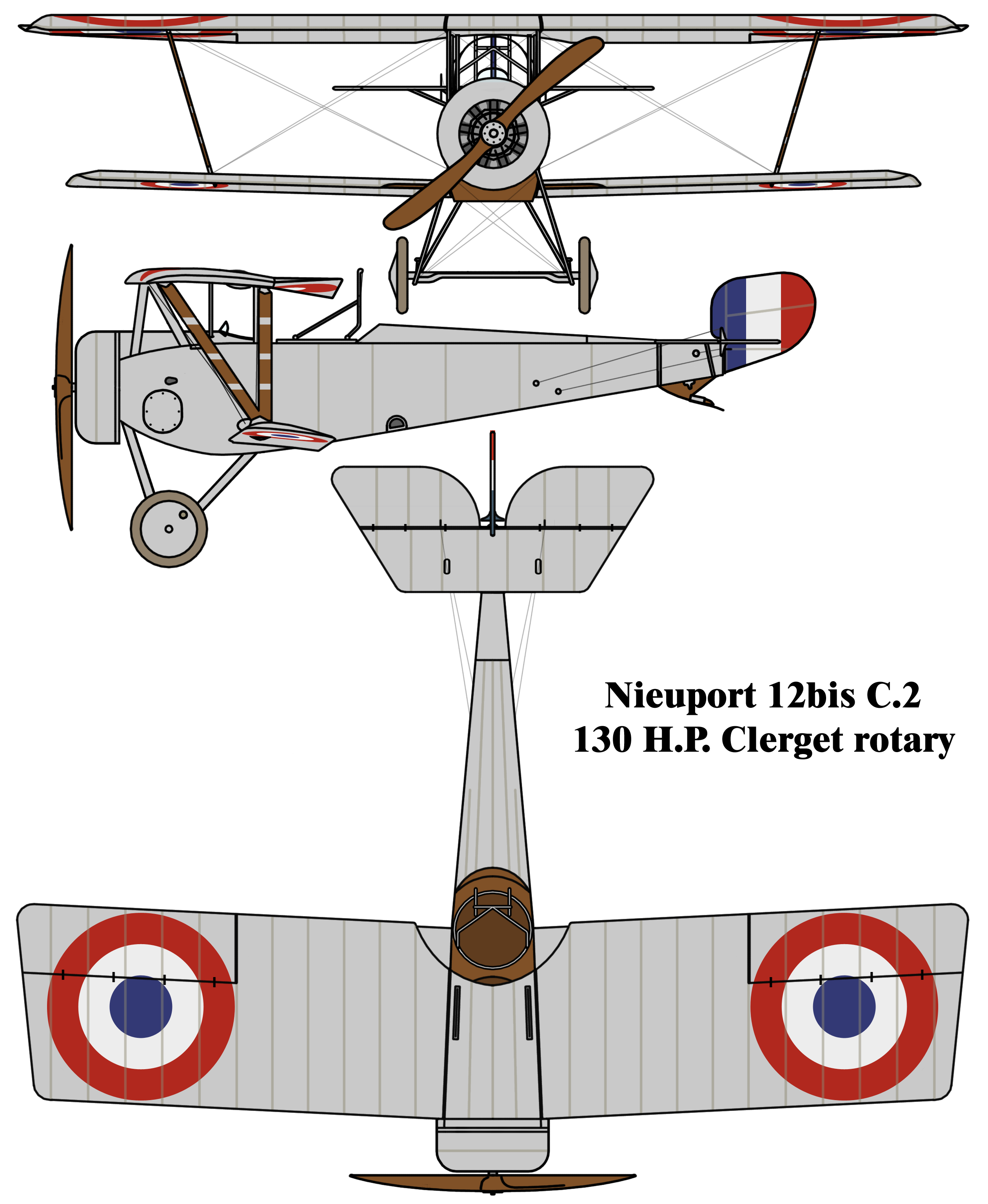
Nieuport 12bis C.2

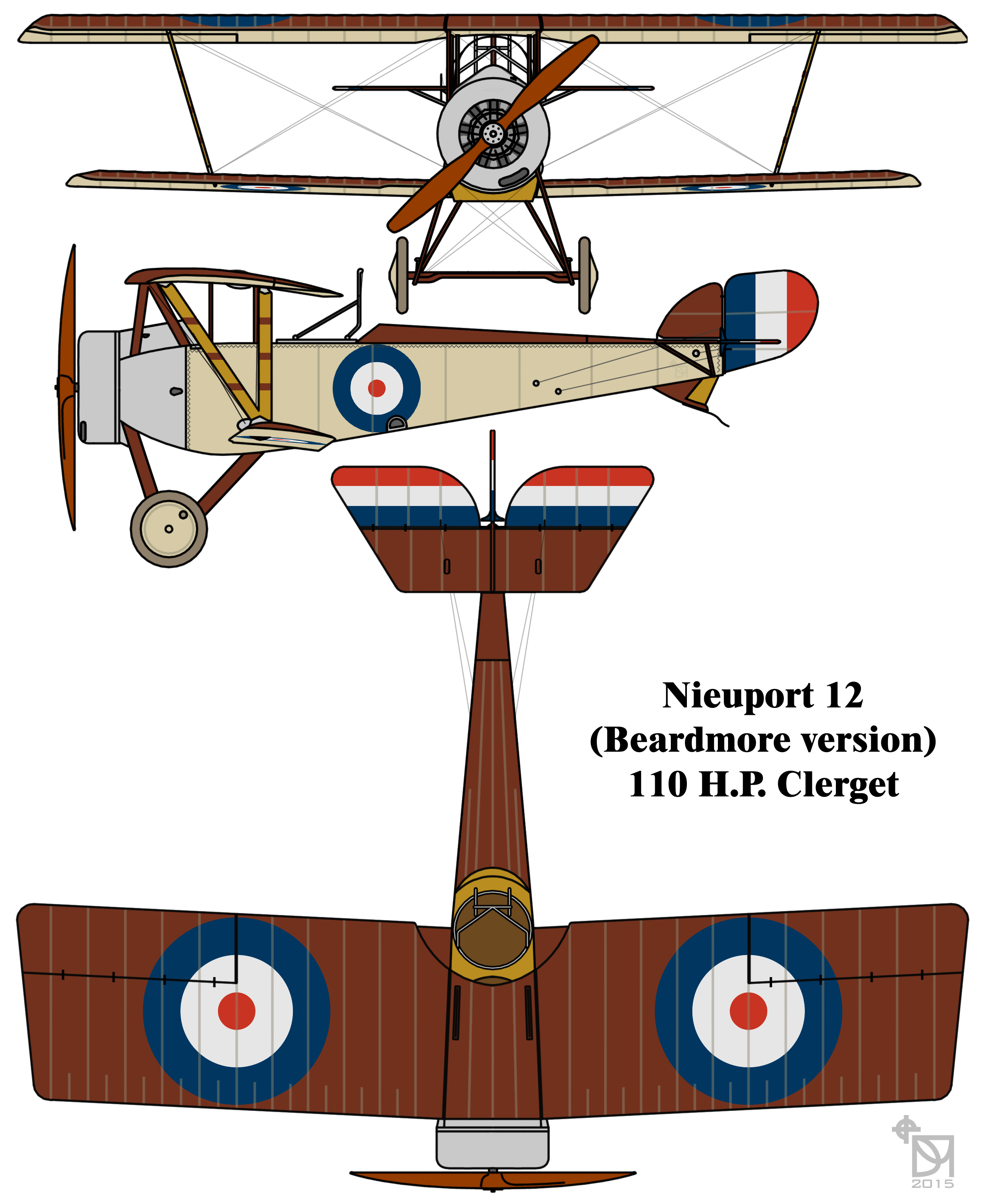
Ilustração em três vistas de um Nieuport 12 produzido pela Beardmore incorporando suas últimas modificações.

- Força Aérea Real Tailandesa – Um avião apenas.

 Reino Unido
- Royal Flying Corps
  - Esquadrão N.º 45 da RAF
  - Esquadrão N.º 46 da RAF
  - Esquadrão N.º 65 da RAF
  - Esquadrão N.º 84 da RAF
- Royal Naval Air Service
  - Esquadrão N.º 7 do RNAS
  - Esquadrão N.º 10 do RNAS

 Estados Unidos
- American Expeditionary Force

 União Soviética
Força Aérea Soviética

## Especificações (Nieuport 12 A.2)
Dados de: Dados de Davilla, 1997, p.369
Descrições gerais
- Tripulação: 1 piloto
- Capacidade: 1 observador/artilheiro
- Comprimento: 7,10 m (23 ft)
- Envergadura: 9,00 m (30 ft)
- Altura: 2,70 m (8,9 ft)
- Área alar: 22 m² (237 ft²)
- Peso vazio: 550 kg (1 210 lb)
- Peso bruto (carregado): 825 kg (1 820 lb)

Motorização
- Número de motores: 1x
- Tipo do motor: Clerget 9Z giratório de 9 cilindros a pistão refrigerado a ar.
- Descrição do propulsor/hélice: Hélice de madeira de passo fixo de 2 pás Régy 274 de 2,50 m (8 ft 2 in) ou Régy 289 de 2,55 m (8 ft 4 in) ou Eclair 2 de 2,53 m (8 ft 4 in)[7]

Performance
- Velocidade máxima: 146 km/h (90,7 mph)
- Alcance: 500 km (311 mi)
- Autonomia: 3 hs
- Razão de subida: 2.34 m/s
- Tecto de serviço: 4 000 m (13 100 ft)

Armamentos
- Metralhadoras/canhões: 1 x metralhadora Lewis de .303" (7,7 mm) em um "anel Etévé" no cockpit traseiro e ocasionalmente uma segunda sobre a asa superior